# Gouania meyenii
Gouania meyenii är en brakvedsväxtart som beskrevs av Ernst Gottlieb von Steudel. Gouania meyenii ingår i släktet Gouania och familjen brakvedsväxter. Inga underarter finns listade i Catalogue of Life.